# Angelo Scarsellini
 (novembre 2024).
Angelo Scarsellini (né le 8 juin 1823 à Legnago dans la province de Vérone, décédé le 7 décembre 1852 à Belfiore) est un patriote italien, un des martyrs de Belfiore.

## Biographie
Angelo Scarsellini commence sa carrière de conspirateur en 1848 en participant avec Bernardo De Canal et Giovanni Zambelli à la défense de Venise. Au cours des années suivantes, il reste en contact avec les politiciens italiens exilés, voyageant à Turin, Gênes, Paris et Londres où il rencontre Giuseppe Mazzini. Il est arrêté à Venise le 27 juin 1852. Le 13 novembre de la même année, un premier conseil de guerre se réunit pour juger les membres de la conspiration mantouane dirigée par Don Enrico Tazzoli, pour Scarsellini, la stratégie défensive est entièrement compromise car il est accusé d'avoir préparé un attentat contre l’empereur François-Joseph. Il est également condamné pour être l'un des dirigeants du Comité Révolutionnaire de Venise, pour avoir rencontré Giuseppe Mazzini dans le but d'organiser des insurrections, pour avoir traité l’achat d'armes et pour avoir diffusé des tracts et autres publications mazzaniennes subversives.

Angelo Scarsellini est pendu dans la vallée de Belfiore le 7 décembre 1852, avec quatre autres patriotes : Don Enrico Tazzoli, Carlo Poma, Bernardo De Canal et Giovanni Zambelli.

## Sources
- (it) Cet article est partiellement ou en totalité issu de l’article de Wikipédia en italien intitulé « Angelo Scarsellini » (voir la liste des auteurs).
- (it) Luigi Martini, Il confortatorio di Mantova negli anni 1851, 52, 53 e 55, vol. II, Mantoue, Tipografia Bortolo Balbiani, 1870, 2e éd., 336 p. (lire en ligne)
- (it) Costantino Cipolla, Belfiore : I comitati insurrezionali del Lombardo-Veneto ed il loro processo a Mantova del 1852-1853, t. I, Milan, FrancoAngeli, 2006, 976 p. (lire en ligne)
- (it) Costantino Cipolla, Belfiore : Costituti documenti tradotti dal tedesco ed altri materiali inediti del processo ai Comitati insurrezionali del Lombardo-Veneto (1852-1853), t. II, Milan, FrancoAngeli, 2006, 865 p. (lire en ligne)